# اقتراض تعبيري
الاقتراض التعبيري في علم اللغة يقصد به اقتراض تعابير والتراكيب والاصطلاحات من لغة إلى أخرى.

## أمثلة
- الأمازيغية «مسا[ء ا]لخير» وتلفظ ‎[msa lχir]‏ من العربية.[1]
- الألمانية "Park and Ride" وتلفظ ‎[pɛʁkənt rait]‏ من الإنجليزية.[2]